# Prix Utopia
Le Prix Utopia est un prix littéraire, décerné entre 1998 et 2005 au Festival international de science-fiction des Utopiales, et récompensant un auteur pour l'ensemble de son œuvre. 

## Prix Utopia Lauréats
- 1998 : Jack Vance
- 1999 : Brian Aldiss
- 2000 : Frederik Pohl
- 2001 : Christopher Priest
- 2002 : Robert Silverberg
- 2003 : Norman Spinrad
- 2004 : Michael Moorcock
- 2005 : James Morrow